# Lac aux Castors (La Minerve)
Pour les articles homonymes, voir Castor.
Le lac aux Castors est un plan d'eau douce de la Réserve faunique de Papineau-Labelle, dans la municipalité La Minerve, dans la municipalité régionale de comté (MRC) Les Laurentides, dans la région administrative des Laurentides, au Québec, au Canada.
La villégiature a été mise en valeur autour du lac aux Castors, particulièrement sur la rive ouest. Le lac aux Castors et le lac La Minerve (Laurentides) sont ceinturés par une route desservant les résidents et les utilisateurs des chalets. La surface du lac est généralement gelée de la mi-novembre à la fin avril ; néanmoins, la période de circulation sécuritaire sur la glace est habituellement de la mi-décembre à la fin mars.
Le territoire forestier autour du lac est administré par la réserve faunique de Papineau-Labelle, mais pas la zone du Lac aux Castors, ni celle du Lac La Minerve (Laurentides).

## Géographie
Le "lac aux Castors" est connexe au lac La Minerve (situé au nord). Les deux lacs se joignent par un très court détroit. Une presqu'île s'étendant de la rive ouest vers l'est, départage les deux lacs. Les deux lacs qui sont enlignés dans l'axe nord-sud sont traversés par la rivière Preston sur leur pleine longueur, du nord au sud. L'embouchure du lac aux Castors est situé dans la baie au sud du lac.
Outre la rivière Preston qui arrive du nord, le lac aux Castors est alimenté du :
- côté ouest par la décharge du lac Sénazard et du lac Calumet ;
- côté nord-ouest par la décharge du lac Desfonds ;
- côté sud-est par le lac Mulet (altitude : 231 m), le lac Caouest (altitude : 270 m) et le lac Bizanne (altitude : 307 m).

À partir de l'embouchure du lac aux Castors, le courant coule sur 1 km vers l'ouest, puis sur 1,1 km vers le sud et 1,6 km vers le sud-est pour aller se déverser sur la rive nord du Petit lac du Rat Musqué (long de 0,4 km). La rivière traverse ce lac sur sa pleine longueur en direction sud. Puis, la rivière coule sur 0,5 km vers le sud pour aller se déverser sur la rive nord du lac de la Grange (long de 2,1 km) que la rivière traverse vers le sud sur sa pleine longueur. Puis après un segment d'environ 280 m la rivière se déverse sur la rive nord du lac Preston (Laurentides).
Les sommets de montagne autour du lac aux Castors s'élevant à 294 m (à une distance de 460 m au sud du lac aux Castors), 260 m (à une distance de 240 m de la rive sud-ouest), 303 m (à une distance de 1,5 km à l'ouest, près du lac Calumet, à 350 m (à une distance de 1,5 km au nord-ouest, soit au nord du lac Calumet), à 298 m (au nord, sur la presqu'île séparant les deux lacs).

## Toponymie
Le castor est un mammifère rongeur de la famille des castoridés, souvent utilisé en toponymie canadienne. Le castor canadien a eu un impact considérable dans l'existence des amérindiens et des colons canadiens français, particulièrement pour sa fourrure. Les ravages de cet animal dans ses zones d'habitat, engendrent des blocages sur les cours d'eau et entraînent des inondations souvent importantes.
Certaines espèces vivent en colonies en construisant des digues et des abris en terre battue. Ces rongeurs grugent la base des troncs d'arbres jusqu'à les faire chûter, engendrant des amas d'arbres souvent importantes, protégeant leur habitat et favorisant leur alimentation avec les nouvelles pousses au bout des branches. Leurs pattes postérieures palmées et leur queue aplatie aident aux castors à se propulser en nageant.
En plus d'être l'emblème du Canada, cet animal est souvent utilisé pour désigner des hydronymes. Selon la Commission de toponymie du Québec, le terme "castor" est une composante de 468 toponymes sur le territoire du Québec, au Canada.
Le toponyme "lac aux Castors" a été officialisé le 5 décembre 1968 à la Banque des noms de lieux de la Commission de toponymie du Québec.